# Сухопутні війська Корейської Народно-Демократичної Республіки
Сухопутні війська КНДР (KPAGF; кор.: хангиль: 조선인민군 륙군, ханча: 朝鮮人民軍 陸軍, НЛ: Joseon-inmingun Ryukgun, МР: Chosŏn-inmin'gun Ryukkun) — основний вид Корейської народної армії, відповідальний за наземні військові операції.

## Історія
Сухопутні війська Корейської народної армії були сформовані 20 серпня 1947 року. Вони переважали чисельністю та озброєнням війська Південної Кореї на початку спалаху Корейської війни у червні 1950 року до того, як були відкинуті об'єднаним контрнаступом ООН і Республіки Корея. Формування сухопутних військ Північної Кореї, які брали участь у Корейській війні, включали 1-й корпус, the 2-й та 3-й корпус. 4-й корпус та 5-й корпус, 6-й та 7-й корпус були сформовані після початку війни. Дивізії включаючи 105-ту танкову дивізію, 1-шу, 2-гу, 3-тю, 4-ту, 5-ту, 6-ту, 7-му, 8-му, 9-ту, 10-ту, 12-ту, 19-ту та 43-тю піхотні дивізії. Під час Корейської війни вони також включали ряд незалежних підрозділів, таких як 766-й піхотний полк.

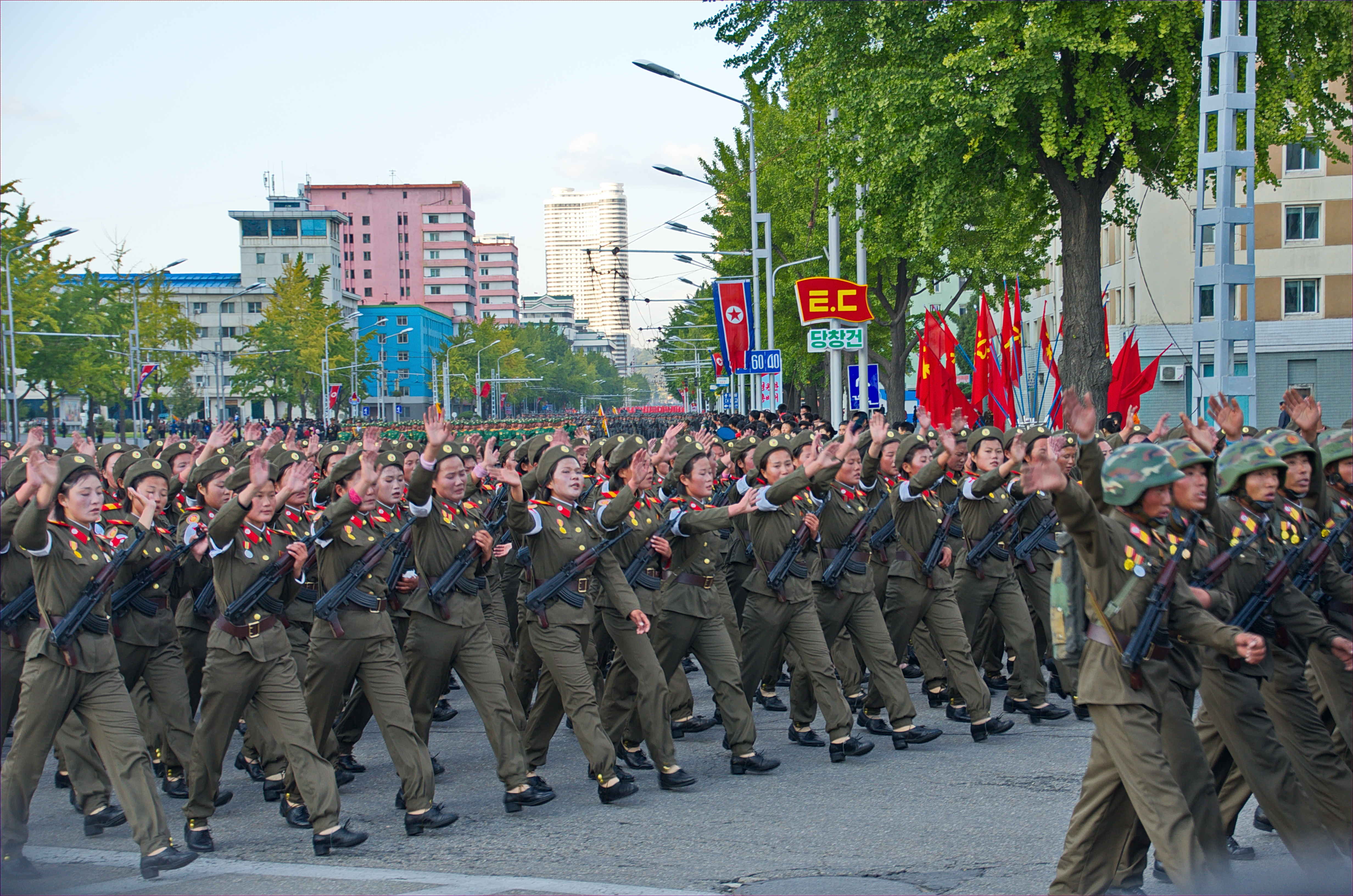
Військовий парад у Пхеньяні, 2015 рік

У 1960 році сухопутні війська КНДР, можливо, налічували менше 400 000 осіб і, ймовірно, не перевищував цю цифру до 1972 року. Тоді сили значно розширилися протягом наступних двох десятиліть. У 1992 році налічувалося 950 тис. осіб. До цього розширення сухопутних сил Північної Кореї армія Південної Кореї чисельно переважала їх. З 1970-х років Південна Корея почала випередати Північну з точки зору економіки. Таким чином, Південна Корея могла модернізувати свої сили, що, у свою чергу, насторожило Північну Корею та призвело до розширення північнокорейських збройних сил. Слабша з двох Корей зберегла більшу збройну силу. Розмір, організація, розташування та бойові можливості Сухопутних сил дають військовим Пхеньяну, хоча й технологічно нижчим, можливі варіанти як для обмежених наступальних операцій для штурму нижньої половини півострова, так і для обмежених оборонних операцій проти будь-якої передбачуваної загрози з боку Південної Кореї.
У 1972 році Скалапіно та Лі «Комунізм у Кореї: суспільство» надали організаційну схему, яка показувала 1-шу, 2-гу, 3-ю, 5-ту та 7-му групи армій (стор. 940). 1-й, 2-й (п'ять дивізій) і 5-й мали чотири дивізії плюс бригаду або полк; 3-й мав чотири дивізії, а 7-й три дивізії і три бригади. Скалапіно та Лі спиралися на опублікований у Південній Кореї «Північнокорейський щорічник». Розсекречений документ ЦРУ 1971 року, в якому йдеться про оцінку DIA 1970 року вказують на те, що 1-ша група армій включала 13-ту та 47-му піхотні дивізії.
«Криза в Кореї» Йосефа Боданського розповідає про північнокорейський бойовий порядок у 1984–88 роках. 1-ша, 2-га (п'ять дивізій, одна бригада) і 5-та групи армій, кожна з чотирьох дивізій і однієї окремої бригади, прикривали східний, західний і центральний сектори ДМЗ. III, VI і VII корпуси були розгорнуті навколо Вонсана і прибережних районів, а IV корпус, нещодавно перетворений з 4-ї групи армій, — навколо Пхеньяна. Усі корпуси мали під командуванням фактично стандартні чотири дивізії та окрему бригаду, окрім VII корпусу з трьома дивізіями та трьома бригадами. Групи армій описувалися як ударні сили, тоді як корпус також мав обов'язки з утримання землі. III, VI і VII корпуси почали формування бронетанкових і механізованих частин у 1985 році.
З часом ця організація пристосувалася до унікальних обставин військової проблеми, з якою стикається КНА, а також до еволюції північнокорейської військової доктрини та думки.
У 1996 році значну частину персоналу, а також місцевих урядовців VI корпусу було заарештовано та засуджено за хабарництво та корупцію. Штаб VI корпусу, який знаходився в Чхонджіні, відповідав за військову діяльність у всій провінції Північний Хамгьон. До його складу входили три стрілецькі дивізії, чотири ракетні бригади і один артилерійський дивізіон. Джозеф Ф. Бермудес повідомляє в «Щиті великого лідера», що цей інцидент не був державним переворотом, але про нього часто повідомляють саме так. У будь-якому випадку, корпус було розформовано, а його підрозділи передислоковані в інші місця, деякі до IX корпусу у провінції Північний Хамгьон. IX корпус тепер включає 24-ту дивізію та 42-гу дивізію.

### Двадцять перше століття
У 2003 році повідомлялося, що переважна більшість діючих сухопутних сил була розгорнута в три ешелони — передовий оперативний ешелон з чотирьох піхотних корпусів; при підтримці другого оперативного ешелону з двох механізованих корпусів, бронетанкового корпусу і артилерійського корпусу; і стратегічний резерв двох механізованих корпусів, що залишилися, і іншого артилерійського корпусу  . Ці сили включають 806-й і 815-й механізовані корпуси і 820-й бронетанковий корпус. Ці сили були розміщені вздовж головних комунікаційних ліній з півночі на південь, які забезпечують швидкий і легкий доступ до шляхів підходу до Південної Кореї. KPAGF розташувала величезну кількість артилерійських знарядь, особливо систем великої дальності, поблизу демілітаризованої зони (DMZ), яка розділяє дві Кореї.
Станом на 2013 рік Міністерство оборони США повідомило про загальну чисельність сухопутних сил КНДР в 950 000 осіб  .
У Військовому балансі IISS за 2017 рік зазначено, що до складу ЗС КНДР входить приблизно 1 020 000 осіб; два штаби механізованих корпусів (штаби); 9 штабів піхотних корпусів; штаб оборонного командування Пхеньяна; одна бронетанкова дивізія [105-та]; п'ятнадцять бронетанкових бригад; чотири механізовані дивізії; 27 піхотних дивізій; 14 піхотних бригад; дві ракетні бригади класу «земля-земля»; одна артилерійська дивізія; 21 артилерійська бригада; 9 реактивних артилерійських бригад; одна інженерна бригада переправи через річки; і 5-8 інженерних полків переправи через річки (с. 304).
Кайл Мізокамі писав у лютому 2020 року, що 820-й бронетанковий корпус складався з двох бронетанкових бригад і п'яти механізованих бригад, і, ймовірно, лише «частково оснащений» танком «Покпунг-хо». У березні 2020 року «...820-й корпус (820-й навчальний центр)...» був описаний як "...танковий або бронетанковий корпус. Зі штаб-квартирою в Сарівоні, провінція Хванхе, місія 820-го корпусу полягає у швидкому прориві в корейський тил у воєнний час". "...Військове керівництво РК і США припускає, що [820-й корпус] на додаток до 105-ї дивізії має у своєму складі кілька бронетанкових і механізованих піхотних бригад . Основною силою цього корпусу є танк «Чхонма-хо», який виробляється в самій Північній Кореї" .

## Зовнішні посилання
- Military and Security Developments Involving the Democratic People's Republic of Korea 2012 [Архівовано 2015-09-06 у Wayback Machine.]
- Military and Security Developments Involving the Democratic People's Republic of Korea 2013 [Архівовано 2017-01-31 у Wayback Machine.]